# Ellekappa
Ellekappa és el pseudònim de Laura Pellegrini (Roma, 1955), ninotaira italiana, que publica habitualment les seves vinyetes satíriques al diari La Repubblica.

## Biografia
Es va diplomar en un institut de disseny de moda i en la dècada de 1970 es va iniciar com a il·lustradora professional a la revista Città futura, de la Federació Juvenil Comunista Italiana (organització que depenia del Partit Comunista Italià). Aviat es revela el seu talent com a ninotaira de sàtira política i costumista i comença a col·laborar en altres publicacions: Linus (còmic per a adults que no ha parat de publicar-se des de 1965) Satyricon (suplement satíric del diari La Repubblica, on també publica vinyetes), Tango,(suplement humorístic de L'Unità, publicat de 1986 a 1988) Cuore, Il Manifesto, Quotidiano Donna, Noi Donnes, L’Unità, Smemoranda (agenda / amanac anual) i Il Corriere della Sera.
És autora del disseny del carnet 2019/2020 de l'Associació Recreativa i Cultural Italiana (ARCI), una entitat que des de 1957 és present per tot Itàlia, amb més d'un milió de persones associades.

## Estil
L'estil dels seus dibuixos és molt característic i inconfusible: els seus personatges són bastant grassonets i amb corbes, els ulls sortits, nassos punxeguts i la barbeta prominent. Les vinyetes solen ser en blanc i negre, sense cap fons, de manera que l’atenció es concentra en els personatges dibuixats, que molt sovint són dues dones. Amb un diari a la mà o davant d’un televisor, aquestes dones es fan preguntes sobre temes d’actualitat, amb ironia i de vegades fins i tot crueltat; desmunten tòpics, idees molt difoses i eslògans que se solen repetir una vegada i una altra. Són personatges que combaten la retòrica populista de la dreta i també la rivalitat autodestructiva de l'esquerra italiana, sense ser però indiferents.
Al llarg dels anys, les seves vinyetes han estat testimoni de la vida italiana i sovint hi ha tractat temes delicats com ara la màfia, la precarietat laboral o les guerres fratricides promogudes pels Estats Units. L'estructura del diàleg dels seus personatges sol sempre la mateixa: un d'ells fa una pregunta o una afirmació i l'altre respon o replica de manera sorprenent, irreverent, però mai vulgar

## Compromís polític
D'acord amb les seves idees polítiques, Ellekappa ha publicat les seves vinyetes principalment en diaris o revistes de l'esquerra italiana i els seus personatges hi han expressat opinions pròpies dels electors o dels intel·lectuals d'esquerres.
Sobre la seva sàtira política amb relació a la realitat del panorama polític italià, va dir en una entrevista de 2019: «De fet, hi ha el risc de sentirse aclaparats pel nou rumb de la política, que saboteja tota lògica i és alhora ridícul i tràgic. Abans n'hi havia prou a dir “el rei està nu”; ara, el rei no només està nu, sinó que presumeix d'estar-ho…».
El 1999 va signar, junt amb Francesco Tullio Altan, Dario Fo, Michele Serra i Sergio Staino, una carta adreçada a Massimo d’Alema, aleshores primer ministre d’Itàlia, en què li demanaven que retirés la denúncia que havia interposat contra ninotaire satíric Forattini, a causa d’un vinyeta publicada pel ninotaire a La Repubblica.

## Llibres
Le nostre idee non moriranno quasi mai (Einaudi, 2002)
Le leggi fondamentali della stupidità umana (Il Mulino, il·lustracions d'Ellekappa)